# نهایی‌گرایی
نهایی‌گرایی یا مارجینالیسم (به انگلیسی: Marginalism) نظریه‌ای اقتصادی است که سعی می‌کند تفاوت در ارزش کالا و خدمات را با استفاده از میزان مطلوبیت نهایی آن‌ها توضیح دهد.

## تاریخچه
عدم تحقق پیش‌بینی‌های اقتصاددانان کلاسیک با واقعیت و انتقادات شدیدی که سوسیالیست‌ها و پیروان مکتب تاریخی قدیم به اصول مکتب کلاسیک کردند٬باعث شد که تجدید نظر در اصول کلاسیک واجب وانمود کند. اقتصاددان انگلیسی ویلیام استانلی جونس چند سال بعد از کتاب سرمایه مارکس کتاب خود را با عنوان «نظریهٔ اقتصاد سیاسی» انتشار داد و در آن اصول اقتصاد سرمایه‌داری را بر پایه مطلوبیت مورد ارزیابی قرار داد.
در همین زمان مکتب اتریش نیز با ارائه نظریات کارل منگر، بوهم باورک و فردریش ویزر شکل گرفت که بر اساس آن ارزش یک کالا به وسیلهٔ مطلوبیت نهایی سنجیده می‌شود و ارزش کالا با با برآورد ذهنی مصرف‌کننده مشخص می‌شود؛ یعنی اینکه مصرف‌کننده فکر می‌کند یک کالا تا چقدر برایش سودمند و با ارزش است. و قیمت کالا نیز در میان دو مرز مطلوبیت مصرف‌کننده از آن کالا و مطلوبیت تولیدکننده قرار می‌گیرد. مرز بالای قیمت مطلوبیت کالا از نظر خریدار و مرز پایین قیمت مطلوبیت کالا از نظر فروشنده تعیین می‌شود؛ یعنی یک خریدار تا چه میزان حاضر است بابت یک کالا بپردازد و یک فروشنده پایین‌ترین قیمتی را که با آن حاضر است کالا را به فروش برساند چقدر است.
لئون والراس بنیان‌گذار مکتب لوزان در سال ۱۸۷۴ در فرانسه نیز بر پایه نظریه مطلوبیت نهایی، نزولی بودن منحنی تقاضا را ثابت کرد. به این شکل مکتب مارجینالیسم به وجود آمد. در حقیقت نهایی‌گرایان همان نظریات کلاسیک‌ها و طرفداران سرمایه‌داری در مورد آزادی، رقابت و اصل بودن نفع شخصی قبول دارند، اما اصل مطلوبیت را جایگزین نظریه ارزش-کار نمودند و به جای اینکه تعین قیمت را در طرف عرضه ببینند آن را در طرف تقاضا جستجو می‌کنند. بر همین اساس اقتصاددانانی که به بازسازی افکار کلاسیک همراه با حفظ اصول و مبانی آن خواه با استفاده از نظریه مطلوبیت نهایی یا بدون آن پرداختند به نئوکلاسیک‌ها معروف شدند. با پیدایش این مکتب اصول سرمایه‌داری دچار تغییر نگردید، و اصول اصلی آن مانند لیبرالیسم اقتصادی، رقابت و تعادل اقتصادی خودکار همچنان باقی ماندند.